# Friedrich Salzmann

Friedrich Salzmann (1971)

Friedrich Salzmann (* 31. August 1915 in Hamadan, Iran; † 29. November 1990 in Bern) war ein Schweizer Radiomoderator, Publizist und Politiker (LdU).

## Leben
Salzmann war ein Sohn des Exportkaufmanns Walter Salzmann und dessen Ehefrau Charlotte Salzmann, geborene Haase. Im Alter von drei Jahren erkrankte er an Kinderlähmung, in deren Folge er zeitlebens auf Beinschienen und Krücken angewiesen war. In seiner Kindheit und Jugend besuchte er Schulen in Berlin, Montreux, Zürich und Paris. Anschliessend absolvierte er eine Handelslehre in Zürich. 1937 wurde Salzmann Zeitungskorrespondent in Paris. An der Weltausstellung 1939 nahm er als Vertreter der antifaschistischen Jugendverbände der Schweiz teil. 1939 kehrte er in die Schweiz zurück, wo er fortan bei der Genossenschaft für Getreide- und Futtermittel arbeitete.
Im Jahr 1943 fand Salzmann eine Anstellung als Mitarbeiter der Wochenzeitung Freies Volk, die sich den Theorien der Natürlichen Wirtschaftsordnung Silvio Gesells verpflichtet wusste. Er gehörte zu den Mitbegründern der Liberalsozialistischen Partei, die 1946 aus einer Spaltung des Schweizer Freiland-Freigeld-Bundes hervorgegangen war und in der er gemeinsam mit Werner Schmid eine führende Stellung einnahm. 1957 wurde er Ressortleiter für Innenpolitik und Volkswirtschaft beim Schweizer Radio DRS. Bekanntheit erlangte er durch seine liberale und kosmopolitische Sendereihe Mit kritischem Griffel.
Von 1971 bis 1978 war Salzmann Berner Nationalrat für den Landesring der Unabhängigen. Er sass dort drei Jahre neben dem Historiker Andreas Müller, der ihm 2013 eine Biografie widmete.

## Auszeichnungen
- 1953: 1. Bernoulli-Preis der Liberalsozialistischen Partei der Schweiz (LSP) für das Buch Muss die „Freiwirtschaft“ an der Natur des Menschen scheitern?
- 1969: Buchpreis der Stadt Bern für das Buch Mit der Freiheit leben

## Schriften
- Silvio Gesell, Friedrich Salzmann: An die Überlebenden. Gedanken Silvio Gesells. Verlag Freiwirtschaftlicher Schriften, 1945
- Das deutsche Erziehungsexperiment. Pestalozzi-Fellenberg-Haus, Bern 1946
- Bürger für die Gesetze: Darstellung des erziehenden Staates. Verlagsgenossenschaft Freies Volk, Bern 1949.
- Muss die "Freiwirtschaft" an der Natur des Menschen scheitern? Vita Verlag, Bad Nauheim, Berlin, Bern 1953
- Jenseits der Interessenpolitik. Genossenschaft Verlag freiwirtschaftlicher Schriften, Bern 1953
- Abenteuer in Persien. Verlag Viernheim, 1956
- Unsere Zukunft zwischen Ost und West, Referat. Österreichische Freiwirtschaftliche Union, Linz 1956
- Für einen weniger billigen Antikommunismus, Radiovortrag, Viktoria-Verlag, Bern 1960
- Friedrich Salzmann, Max Weber, Max Wullschleger: Aktive Demokratie, drei Vorträge gehalten in der Universität Basel, am 9., 16. u. 23. November 1960. Viktoria-Verlag, Bern 1961
- Soziale Gerechtigkeit als Antwort an den Kommunismus : An der Schwelle eines neuen Jahrtausends. Pallas-Verlag, Bern 1962
- Kleiner Staat – was nun? : Eidgenössische Zukunft zwischen Ost und West, Verlag Haupt, Bern 1963
- 50 Jahre Freiwirtschaft. Liberalsozialistische Partei der Schweiz, Bern 1965
- Helvetische Erneuerung. Liberalsozialistische Partei der Schweiz, Bern 1965
- Mit der Freiheit leben. Schweizerisches Ostinstitut, 1967
- Die Verantwortung des Schriftstellers in seiner und in dieser Welt. Verlag Schweizerisches Ost-Institut, 1968
- ABC der Volkswirtschaft. Liberalsozialistische Partei der Schweiz, Bern 1969
- Der neue Mensch. Verlag Schweizerisches Ost-Institut, 1976
- Friedrich Salzmann, Hans Barth-Hochuli: Gedanken zu einer lebenswerten Zukunft. Liberalsozialistische Partei der Schweiz, Kloten 1985